# Mónica Arriola Gordillo
Mónica Tzasna Arriola Gordillo (14 de mayo de 1971-Ciudad de México, 14 de marzo de 2016) fue una política mexicana. Miembro del Partido Nueva Alianza, ocupó los cargos de diputada federal de 2006 a 2009 y senadora de 2012 hasta su fallecimiento en 2016.

## Biografía
Mónica Arriola Gordillo era hija de la lideresa magisterial y política Elba Esther Gordillo. Obtuvo la licenciatura en Literatura latinoamericana por la Universidad Iberoamericana y durante el proceso electoral de 2006 se desempeñó como coordinadora de la campaña del candidato del PANAL a Jefe de Gobierno del Distrito Federal, Alberto Cinta, y de los candidatos a Senadores en todo el país.
Falleció el 14 de marzo de 2016 en la Ciudad de México a causa de un tumor cerebral. Su madre, Elba Esther Gordillo, recluida en prisión recibió una autorización especial para acudir a sus servicios funerarios.